# Estação Combatentes

A Estação Combatentes é parte do Metro do Porto.  Localizada no inicio da Avenida dos Combatentes da Grande Guerra, é servida pela linha D, com duas direções: Hospital de São João e Santo Ovídio. O seu nome de projecto era Estação Lima.